# Darren Hill (Schauspieler)
Darren John Hill ist ein britischer Theater- und Filmschauspieler sowie Musicaldarsteller.

## Leben
Hill wuchs in Blackpool auf. Er besuchte häufig den Tower Circus und fand darin das Interesse zur Unterhaltungsbranche.
Von 2005 bis 2006 lernte er das Schauspiel an der University of the West of England. 2006 machte er seinen Abschluss an der Bristol Old Vic Theatre School. Von 2012 bis 2020 lebte er in Chicago und wirkte an Bühnen wie Steppenwolf, The Goodman und dem Northlight in verschiedenen Stücken mit. 2017 pilgerte er den Jakobsweg entlang. Von 2020 bis einschließlich 2021 machte er seinen Master of Arts in Text and Performance an der Royal Academy of Dramatic Art.
Ab Mitte der 2000er Jahre war Hill erstmals in Fernseh- und Filmproduktionen wie 2004 in einer Episode der Fernsehserie No Angels oder 2008 im Kurzfilm The Underground zu sehen. 2017 spielte er im Kriegsfilm Operation Dünkirchen die Rolle des Soldaten Vincent Harris. Im Folgejahr wirkte er in einer Episode der Fernsehserie Chicago Fire mit. 2022 war er im Spielfilm Moishe in der Rolle eines Priesters, in einer Episode der Fernsehserie Doctors als Lawrence Besson und im Kurzfilm Wheels of Fortune als Eddie zu sehen.

## Filmografie (Auswahl)
- 2004: No Angels (Fernsehserie, Episode 1x09)
- 2008: The Underground (Kurzfilm)
- 2011: 17 Miracles
- 2017: Operation Dünkirchen (Operation Dunkirk)
- 2018: Chicago Fire (Fernsehserie, Episode 7x09)
- 2022: Moishe
- 2022: Doctors (Fernsehserie, Episode 23x81)
- 2022: Wheels of Fortune (Kurzfilm)

## Theater (Auswahl)
- 2015: Into The Woods, Regie: Ian McCabe, Two Pigs Productions
- 2015: Blood Brothers, Regie: Fred Anzevino, Theo Ubique
- 2017: Ken Ludwig’s ‘Twas the Night Before Christmas, Regie: Jackie Stone, Emerald City Theatre
- 2017: Fool for Love, Regie: Zeljko Dujkic, Facility Theatre
- 2017: A Christmas Carol, Regie: Henry Wishcamper, The Goodman
- 2018: Women in Jeopardy, Regie: Janice L. Blixt, First Folio Theatre
- 2018: A Christmas Carol, Regie: Scott Calgano, Drury Lane Theatre
- 2018: Naked, Regie: Kay Martinovich, Trap Door Theatre
- 2019: Dada Woof Papa Hot, Regie: Keira Fromm, About Face Theatre
- 2019: Over the Tavern, Regie: Ericka Mac, Theatre at the Center
- 2019: Lindiwe, Regie: Jonathan Berry und Eric Simonson, Steppenwolf
- 2021: A Christmas Carol, Regie: Jessica Thebus, The Goodman Theatre
- Neville's Island, Catford Broadway & Dubai
- Moments, West Yorkshire Playhouse
- Much Ado About Nothing, The Lord Chamberlain's Men
- King Lear, West Yorkshire Playhouse
- The Playboy of the Western World, Raven Theatre
- Music Hall, TUTA / 59E59 New York
- Boeing Boeing, Two Pigs Productions
- Butler, Northlight Theatre
- Junie B. Jones, Emerald City Theatre
- Underneath the Lintel, Theatre Y
- The Night Alive, Regie: H. Wishcamper, Steppenwolf